# Commando à Rhodes
Pour plus de détails, voir Fiche technique et Distribution.
Commando à Rhodes (They Who Dare) est un film britannique réalisé par Lewis Milestone, sorti en 1954. L'histoire est basée sur l'opération Anglo, le raid d'un commando britannique sur l'île de Rhodes pendant la Seconde Guerre mondiale. 

## Synopsis
Pendant la Seconde Guerre Mondiale, un commando britannique débarque sur l'île de Rhodes avec pour mission d'y saboter deux aérodromes nazis. Aux sujets de Sa Majesté se joignent quatre Grecs. 

## Fiche technique
- Titre original : They Who Dare
- Titre français : Commando à Rhodes
- Réalisation : Lewis Milestone
- Scénario : Robert Westerby
- Photographie : Wilkie Cooper
- Musique : Robert Gill
- Pays d'origine : Royaume-Uni
- Genre : guerre
- Date de sortie : 1954

## Distribution
- Dirk Bogarde : Lieut. David Graham
- Denholm Elliott : Sergent Corcoran
- Harold Siddons : Lieut. Stevens R.N.
- Akim Tamiroff : Capitaine George One
- Gérard Oury : Capitaine George Two
- William Russell : Lieut. Tom Poole
- Eric Pohlmann : Capitaine Papadapoulos
- Sam Kydd : Marine Boyd
- Peter Burton : Marine Barrett
- David Peel : Sergent Evans
- Michael Mellinger : Toplis
- Alec Mango : Patroklis
- Lisa Gastoni : l'amie de George Two
- Kay Callard : la chanteuse de la boîte de nuit
- Robert Rietti : l'officier italien